# John D. Rockefeller III
John Davison Rockefeller III, född 21 mars 1906, död 17 juli 1978, son till John D. Rockefeller Jr. och barnbarn till industrimannen John D. Rockefeller var en amerikansk miljardär och filantrop.

## Fotnoter
1. 1 2  Encyclopædia Britannica, Encyclopædia Britannica Online-ID: biography/John-D-Rockefeller-IIItopic/Britannica-Online, läst: 9 oktober 2017.[källa från Wikidata]
2. 1 2  SNAC, SNAC Ark-ID: w66972dn, läs online, läst: 9 oktober 2017.[källa från Wikidata]
3. 1 2  Internet Broadway Database, Internet Broadway Database person-ID: 109829, läst: 9 oktober 2017.[källa från Wikidata]
4. ↑  Find a Grave, Find A Grave-ID: 2127, läs online, läst: 2 april 2023.[källa från Wikidata]
5. ↑  Aborto: una causa de idiotas útiles (på spanska), läs online.[källa från Wikidata]
6. ↑  Gemeinsame Normdatei, läst: 12 mars 2015.[källa från Wikidata]